# Onthophagus gorodinskii
Onthophagus gorodinskii là một loài bọ cánh cứng trong họ Bọ hung (Scarabaeidae).